# Зингалес, Луиджи
Луиджи Зингалес (итал. Luigi Zingales; род. 8 февраля 1963 года, Падуя) — итальянский и американский экономист. Профессор Школы бизнеса им. Бута Чикагского университета. Член Американской академии искусств и наук (2012). Автор двух широко известных книг: «Спасение капитализма от капиталистов» (2003, в соавторстве с Р. Раджаном) и «Капитализм для народа» (2012).

## Биография
Получил степень бакалавра экономики в Университете Боккони в Милане в 1987 году, докторскую степень в Массачусетском технологическом институте в 1992 году. Научная специализация — организация бизнеса и предпринимательство.
В 1992—2005, 2006—2013 годах и с 2014 года преподаёт в Школе бизнеса им. Бута Чикагского университета. В 2005—2006 и 2014—2015 годах профессор Гарвардского университета. В 2014 году президент Американской финансовой ассоциации.
В 2007—2014 годах член совета директоров Telecom Italia. В 2014—2015 годах член совета директоров Eni.

## Награды
- 2003 — премия в области макроэкономики и финансов европейскому экономисту моложе 40 лет Germán Bernácer Prize.

## Книги
- Зингалес Л., Раджан Р. Спасение капитализма от капиталистов: Скрытые силы финансовых рынков — создание богатства и расширение возможностей[англ.] = Saving Capitalism from the Capitalists: Unleashing the Power of Financial Markets to Create Wealth and Spread Opportunity (2003). — М.: Институт комплексных стратегических исследований; ТЕИС, 2004. — 492 с. PDF
- Зингалес Л. Капитализм для народа. Либеральная революция против коррумпированной экономики[англ.] = A Capitalism for the People: Recapturing the Lost Genius of American Prosperity (2012). — М.: Издательство Института Гайдара, 2016. — 368 с. Глава 16